# レクサス・LF-SA

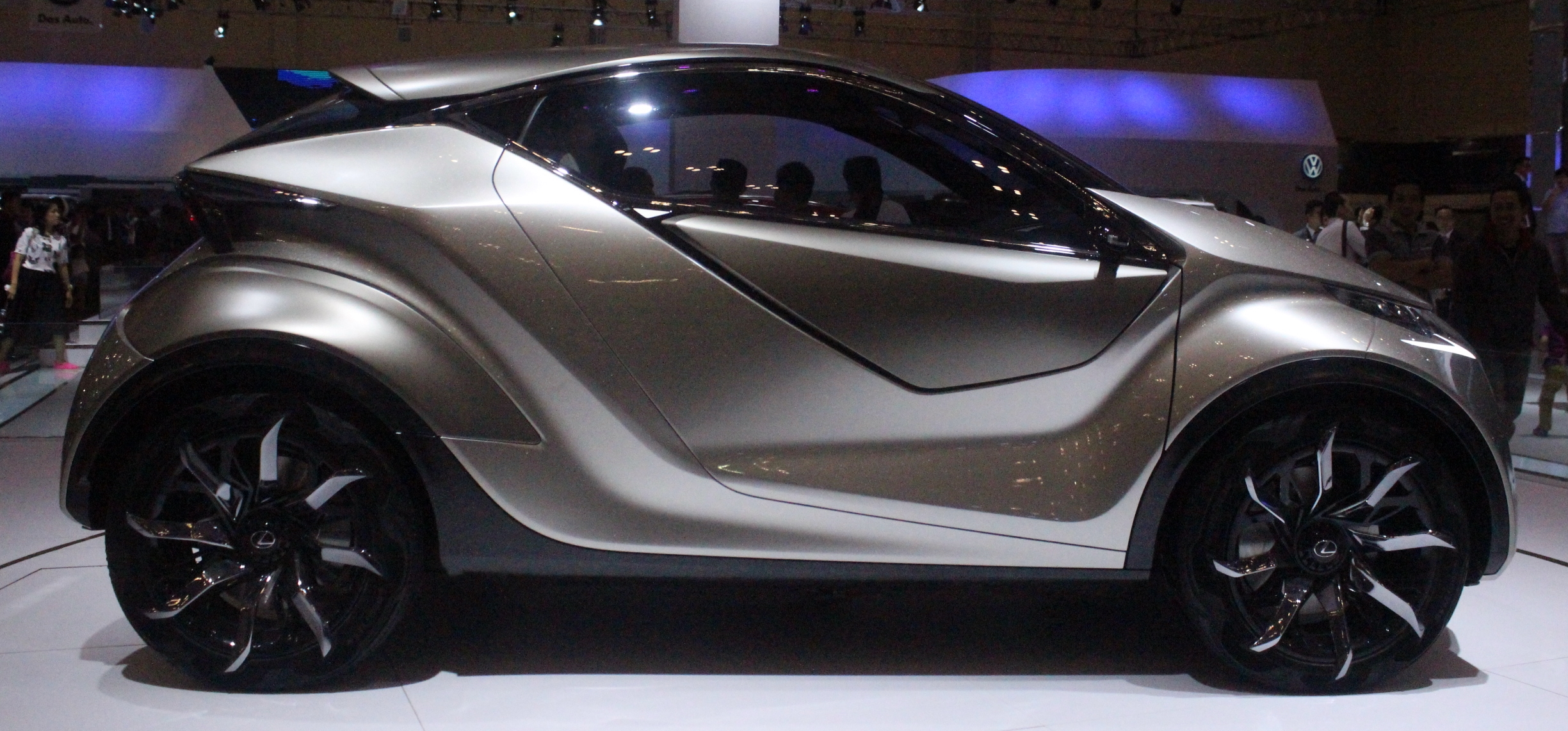
LF-SA (サイド)

レクサス・LF-SA（LEXUS_LF-SA）は2015年に発表されたレクサスのコンセプトカーである。

## 概要
LF-SAは2015年のジュネーブモーターショーで発表された。車名のLF-SAは「LEXUS FUTURE SMALL ADVENTURER（未来の小さな冒険者）」の略で、ドライバー自らが運転する歓びを表現したデザインスタディモデル。企画からモデル製作まで、フランスのニースに拠点を置くED2(EDスクエア)によって行われた。今までのレクサスには無かった2+2シーターのコンパクトカーで、エクステリアにはレクサスエンブレムを中心に放射状のパターンを持つスピンドルグリルやL字のポジションランプ、テールランプなどが配置され、レクサスの記号性を追求したデザインを表す。

インテリアはホログラムのメーターやワイドヘッドアップディスプレイなど、次世代のインフォテインメントを視野に入れたデザインで、運転席が固定式でステアリングホイールやペダルが可動する構造になっているのも特徴。

## 参照
1. ↑  https://lexus.jp/brand/motor_show/2015-geneva/
2. ↑   https://kuruma-news.jp/post/623464
3. ↑   https://www.webcg.net/articles/-/32178